# ألان آموس
ألان آموس (بالإنجليزية: Alan Amos)‏ هو سياسي بريطاني، ولد في 10 نوفمبر 1952. حزبياً، نشط في حزب المحافظين وحزب العمال. وقد في الانتخابات العمومية للمملكة المتحدة 1987 ‏، انتخب عضو البرلمان الخمسون للمملكة المتحدة عن دائرة هيكسهام خلال فترته النيابية ‏ (11 يونيو 1987 – 16 مارس 1992).